# Tîmanivka, Șostka
Tîmanivka (în ucraineană Тиманівка) este localitatea de reședință a comunei Tîmanivka din raionul Șostka, regiunea Sumî, Ucraina.

## Demografie
Componența lingvistică a localității Tîmanivka
     Ucraineană (100%)
Conform recensământului din 2001, toată populația localității Tîmanivka era vorbitoare de ucraineană (100%).